# Georges Berger
Georges Berger (Brüsszel, 1918. szeptember 14. – Nürburgring, 1967. augusztus 23.) belga autóversenyző.

## Pályafutása
1953-ban és 1954-ben összesen két világbajnoki, és további négy világbajnokságon kívüli Formula–1-es versenyen vett részt.
Három alkalommal állt rajthoz a Le Mans-i 24 órás versenyen. Egyedül az 58-as futamon ért célba, ekkor a svájci Hubert Patthey társaként a kilencedik helyen végzett.
1967. augusztus 23-án vesztette életét egy a Nürburgringen rendezett versenyen.

## Eredményei

### Teljes Formula–1-es eredménylistája
(Táblázat értelmezése)

(Félkövér: pole-pozícióból indult; dőlt: leggyorsabb kört futott) 

| Év   | Csapat         | Modell          | Motor              | 1   | 2   | 3   | 4      | 5   | 6   | 7   | 8   | 9   | Helyezés | Pont |
| ---- | -------------- | --------------- | ------------------ | --- | --- | --- | ------ | --- | --- | --- | --- | --- | -------- | ---- |
| 1953 | Georges Berger | Gordini Type 15 | Gordini Straight-4 | ARG | 500 | NED | BEL Ki | FRA | GBR | GER | SUI | ITA | -        | 0    |
| 1954 | Georges Berger | Gordini Type 16 | Gordini Straight-6 | ARG | 500 | BEL | FRA Ki | GBR | GER | SUI | ITA | ESP | -        | 0    |

### Le Mans-i 24 órás autóverseny
| Év   | Csapat                 | Autó               | Csapattárs      | Helyezés | Kiesés oka  |
| ---- | ---------------------- | ------------------ | --------------- | -------- | ----------- |
| 1958 | AC Cars Ltd.           | AC Ace LM          | Hubert Patthey  | 9.       |             |
| 1961 | Ecurie Francorchamps   | Ferrari 250 GT SWB | Lucien Bianchi  | Kiesett  | Kuplunghiba |
| 1962 | Equipe Nationale Belge | Ferrari 250 GT SWB | Robert Darville | Kiesett  | Baleset     |

## Külső hivatkozások
- Profilja a grandprix.com honlapon (angolul)
- Profilja a statsf1.com honlapon (angolul)